# Новая Жизнь (Константиновский район)
Но́вая Жизнь — хутор в Константиновском районе Ростовской области.
Входит в состав Гапкинского сельского поселения.

## Население
| 2010 |
| ---- |
| 86   |

## Улицы
| - ул. Виноградная, - ул. Вишнёвая, - ул. Зелёная, | - ул. Набережная, - ул. Солнечная, - ул. Центральная. |